# Youssef Ziraoui
Diplômé de Sciences Po Paris en management des médias et du numérique, Youssef Ziraoui est un journaliste et entrepreneur marocain né le 27 décembre 1979 à Casablanca. Il est spécialisé dans la presse écrite, numérique et dans la production audiovisuelle.
Il commence sa carrière journalistique au sein du magazine marocain Telquel de 2007 à 2013, au sein duquel il devient rédacteur en chef. En parallèle, il collabore avec des médias internationaux, notamment les Inrocks .
Il reçoit en 2007 le prix du meilleur article francophone de la presse écrite, décerné par RFI, reporters sans frontières et l'organisation internationale de la francophonie au salon du livre de Paris, pour son article intitulé « Sur la piste du sniper de Targuist », publié dans le magazine TelQuel, du 6 au 12 octobre 2007. L'année suivante, il est lauréat du prix Lorenzo Natali de la meilleure enquête journalistique décerné par l'Union Européenne.
En 2014 , il cofonde le HuffPost Maroc. Au sein du pure player, il occupe pendant près de deux ans le poste de directeur éditorial. 
En 2016, il lance le média Campus Mag, qui édite le premier baromètre des diplômes marocains , réalisé avec le cabinet de ressources humaines Diorh. Deux ans plus tard, il organise avec le groupe Le Monde le salon international des études supérieures Campus Fair, qui devient un rendez-vous annuel. 
En 2018, il prend la direction générale Jawjab, studio créatif filiale d'Ali n' Productions, appartenant au cinéaste marocain Nabil Ayouch. Il y produit notamment la série Framed, qui remporte le prix Samir Kassir de l'Union européenne en 2019. 

## Distinctions
- 2007 : Prix RFI-Reporters sans frontières-OIF[8]
- 2008 : Prix Lorenzo Natali de l'Union européenne
- 2019: Prix Samir Kassir de l'Union européenne en 2019.